# Henry Oldenburg
Henry Oldenburg (Heinrich) (Bremen, c. 1619 – Londres, 5 de septiembre de 1677) fue un teólogo y filósofo alemán, que ejerció como corresponsal extranjero tras la creación de la Royal Society, de Londres. Luego fue primer secretario de esta importante sociedad científica, de ahí que se le conozca por su nombre inglés, Henry. Fue una de las grandes figuras de la inteligencia europea del siglo XVII.

## Trayectoria
Estudió teología en Bremen, donde se licenció en 1639. En la década siguiente estuvo como profesor en Inglaterra. En 1648 se marchó de allí y comenzó a viajar hasta su retorno a Bremen.
Pero regresó a Londres en 1653, como diplomático, y se asentó definitivamente en Inglaterra. Su prestigio nació por el apoyo del destacado científico Robert Boyle. Trató a lo largo de su vida con toda la intelectualidad inglesa del momento.
Fundada la Royal Society en 1660, trabajó para ella con John Wilkins, y creó decenas de contactos por toda Europa. Editó la revista de la Royal Society, las famosas Philosophical Transactions of the Royal Society, que aún se mantienen.
Fue detenido brevemente como espía en 1667, durante el conflicto anglo-holandés. Murió en 1677.

## Corresponsales

### Flandes
- René François Walter de Sluse[7]

### Francia
- Adrien Auzout, Henri Justel, Pierre Petit[8]

### Alemania
- Johann Hevelius, Philipp Jacob Sachs von Lewenheimb, Johann Daniel Major,[8] Martin Vogel,[9] Gottfried Leibniz

### Italia
- Marcello Malpighi[8]

### Holanda
- Reinier de Graaf, Christiaan Huygens, Antoni van Leeuwenhoek, Willem Ten Rhijne, Benedictus/Baruch Spinoza,[8] Peter Serrarius[10]